# Ringkøbing Amt (før 1970)
Ringkøbing Amt  blev oprettet i 1794 ved en sammenlægning af 
Lundenæs Amt og Bøvling Amt (på nær Øster Horne Herred, der kom under Ribe Amt) – Vrads Herred var indtil 1822 også en del af amtet.
Thyborøn hørte indtil 1954 med til Thisted Amt.
Indtil 1970 var Ringkøbing Amt landets største amt. I 1970-2006 er Nordjyllands Amt landets største. 
Vrads Herred kom først til Århus Amt. Derefter til Skanderborg Amt. I 1970 kom størstedelen af herredet til Vejle Amt, mens en mindre del kom til det kraftigt udvidede Århus Amt. I 2007 kommer Ejstrup, Nørre-Snede og Klovborg sogne fra det hidtidige Nørre-Snede Kommune til den nye Ikast-Brande Kommune, da både Ikast og Brande frem til 2006 ligger i Ringkøbing Amt, slettes skellet fra 1822 dermed i 2007. Allerede i 1970 kom det nordøstlige hjørne af Vrads Sogn tilbage til Ringkøbing Amt. 
I det danske nummerpladesystem havde Ringkøbing Amt bogstavet Ø fra 1903 til 1958. Da systemet i dette år blev omlagt, besluttede man at tage de i internationalt øjemed uhensigtsmæssige danske bogstaver ud af systemet, og herefter fik Ringkøbing Amt tildelt amtsbogstavet D. Hermed fik Herning DA og DB, Holstebro  DE, Lemvig DL, Ringkøbing DP og Skjern DS. 

## Amtmænd
- 1794 - 1805: Christian Frederik Hansen
- 1837 – 1843: Frederik Ferdinand Tillisch
- 1843 – 1860: Johan Sigismund Schulin
- 1861 – 1868: Jørgen Ditlev Trampe[1]
- 1868 – 1873: C.L.A. Benzon
- 1873 – 1890: Fritz Bardenfleth
- 1895 – 1903: G.H.V. Feddersen
- 1903 – 1915: H.C. Dons
- 1951 - 1957: Hans Bertram Sommer Andersen

- Ringkøbing Amt
- Den sydlige del af Ringkøbing Amt omkring 1900
- Den nordlige del af Ringkøbing Amt omkring 1900